# Диапенсиевые
Диапенсиевые (лат. Diapensiaceae) — небольшое семейство цветковых растений порядка Верескоцветные.

## Ареал
Диапенсиевые растут в холодных и умеренных областях северного полушария, главным образом в горных и арктических областях США и Азии: Бирмы, Китая, Японии.
Семейство содержит 20 видов в семи родах.

## Роды
- Berneuxia Decne. — Бернексия — монотипный род, единственный представитель Berneuxia thibetica Decne.
- Diapensia L. — Диапенсия — включает 4 вида
- Galax Sims — Галакс — монотипный род, единственный представитель Galax urceolata (Poir.) Brummitt
- Pyxidanthera Michx. — Пиксидантера — включает 2 вида
- Schizocodon Siebold & Zucc. — Схизокодон — включает 3 вида
- Shortia Torr. & A.Gray — Шортия — включает 4 вида